# Filippo Maria Pandolfi
Filippo Maria Pandolfi (Bergamo, 1 november 1927 – aldaar, 21 maart 2025) was een Italiaanse politicus. Hij was aangesloten bij de partij Democrazia Cristiana.

## Biografie
Pandolfi studeerde filosofie aan de Katholieke Universiteit van Milaan. In 1968 werd hij gekozen in de Kamer van Afgevaardigden. Tussen 1974 en 1976 was Pandolfi staatssecretaris van Financiën in de regering van Aldo Moro. Vervolgens was hij tussen 1976 en 1980 minister van Financiën. In 1980 werd Pandolfi minister van Industrie, Handel en Midden- en Kleinbedrijf. Deze functie bekleedde hij, met een onderbreking tussen juni 1981 en december 1982, tot augustus 1983. Van augustus 1983 tot april 1988 was hij minister van Land- en Bosbouw. Vervolgens werd hij in januari 1989 benoemd tot de Italiaanse commissaris in de Europese Commissie. Vier jaar later vertrok Pandolfi bij de EEG
Pandolfi overleed in maart 2025 op 97-jarige leeftijd.
 Frans Andriessen ·  Martin Bangemann ·  Leon Brittan ·  António Cardoso e Cunha ·  Henning Christophersen ·  Christiane Scrivener ·  Jacques Delors ·  Jean Dondelinger ·  Ray MacSharry ·  Manuel Marín ·  Abel Matutes ·  Karel Van Miert ·  Bruce Millan ·  Filippo Maria Pandolfi ·  Vasso Papandréou ·  Carlo Ripa di Meana ·   Peter Schmidhuber 